# Paloma Chen

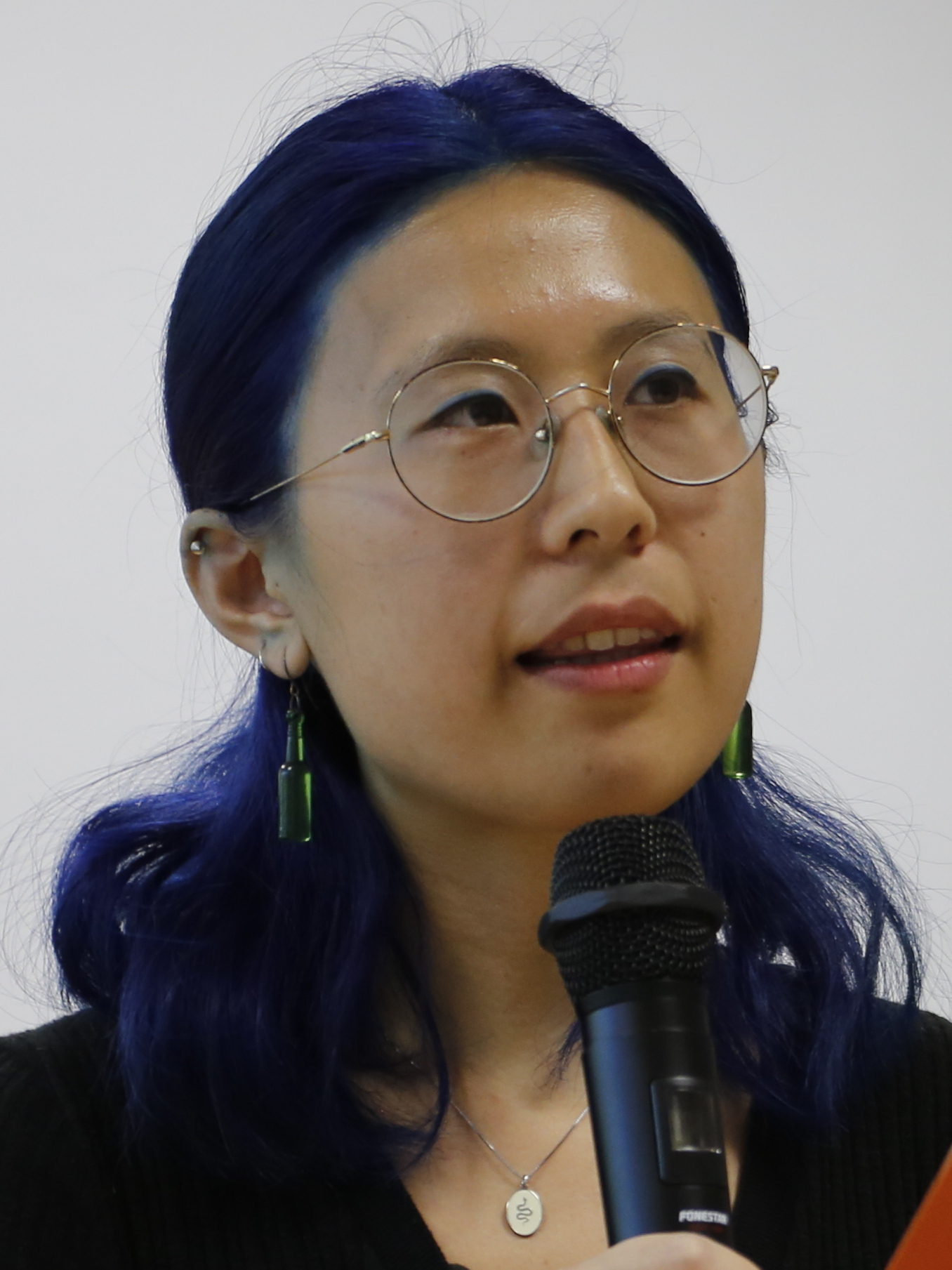
Paloma Chen bei einer Lesung an der Universität von Valencia

Paloma Chen (* 1997 in Alicante) ist eine spanisch-chinesische Dichterin und Journalistin. Sie wurde 2021 mit dem Literaturpreis Il Premio de Poesía Viva der Real Academia Española ausgezeichnet.

## Werdegang
Chen, deren Eltern in den 80er Jahren aus der Region Wenzhou nach Spanien immigrierten, wurde in Alicante geboren. Die Dualität einer Frau, die einerseits an der Mittelmeerküste mit der spanischen Sprache aufgewachsen ist und andererseits mit den Schwierigkeiten des Umgangs mit der spanischen Sprache ihrer Eltern vertraut ist, wird in ihrem dichterischen Werk deutlich. Die Erziehung und das Leben in und um das Restaurant ihrer Eltern in Utiel stellt die Quelle dar, aus der die Kreativität für viele ihrer poetischen und literarischen Kompositionen sprudelt.
Im Abschlussjahr 2014 / 2015 wurde Chen mit dem Abiturpreis für außerordentliche Leistungen der Comunidad Valenciana ausgezeichnet. Chen absolvierte anschließend ein Journalismusstudium an der Universität von Valencia und tritt für Kunst und Kultur als Werkzeuge von Konsens zwischenmenschliches Verständnis ein. Aus diesem Grund gründete sie die Plattform Tusanaje mit dem Fokus auf die Verbreitung einer Interkulturalität mit Aktivitäten, bei denen chinesische Migranten mit spanischen und lateinamerikanischen Teilnehmern zusammenkommen.
Als Journalistin arbeitete sie für die Presseagentur Agencia EFE und die Kommunikationsabteilungen verschiedener Organisationen, wie dem spanischen Roten Kreuz. Unter anderem hat sie auch an Zeitungen wie Verne-El País oder der Tageszeitung El Salto gearbeitet.
Chen hat an verschiedenen interkulturellen Projekten wie beispielsweise Crecer en un Chino (dt. Aufwachsen in einem Chino – „Spätis“, die typischerweise von Chinesen geführt werden – aufwachsen), Tusanaje oder der 1. Begegnung der chinesischen Diaspora mitgewirkt. Für das Projekt Crecer en un Chino führte sie Interviews mit Chinesen in Spanien, unter anderem mit dem spanisch-taiwanesischen Sänger Chenta Tsai.
Chen erreichte als Finalistin aus Valencia die Endauswahl der Gewinner des II Premio de Poesía Viva, wobei sie ihre Verse gefüllt von interkulturellen Inhalten, Erfahrungen mit unterschiedlichen kulturellen Identitäten, vermischt mit dem Rhythmus des Versmaß‘ und der Reime vortrug. Ihr Werk „Los estudiantes de Confucio con sombrero de paja“ (zu dt.: Die Schüler des Konfuzius mit Strohhut) wurde ausgewählt und erhielt letztendlich die Auszeichnung. Bei der Danksagung erwähnte Chen unter anderem, dass „sie in einer Sprache träumt, die verkennt, die in anderem lebt, die ihr immer fremd sein wird“. Der Sieg öffnete ihr die Türen zur Real Academia Española de la Lengua und seinem Vortragssaal, in dem sie am 5. Oktober 2021 zusammen mit dem Dichter und Erzähler José María Merino und der mit dem Premio Adonáis de Poesía und dem Premio Nadal ausgezeichneten Ana Merino ein Lesung abgehalten hat.
Am 15. März 2021 wurde ihr der II Premio de Poesía Viva (Premio #LdeLírica) von dem Ámbito Cultural im Hauptsitz der Real Academia Española (RAE) verliehen. Der Festakt sowie die Verleihung fand in Anwesenheit zahlreicher Künstler und szenennaher Gäste statt wie der mit dem Premio Nacional de las Músicas Actuales ausgezeichneten Sängerin Maritirio oder Olvido García Valdés, ausgezeichnet mit dem Premio Nacional de Poesía (España).

## Ausgewählte Werke
2021 Inovación a las mayorías silenciosas, ausgezeichnet mit dem II Premio de Poesía Viva.

## Auszeichnungen
2021: II Premio de Poesía Viva